# Malgomaj
Malgomaj är en sjö i Vilhelmina kommun i Lappland som ingår i Ångermanälvens huvudavrinningsområde. Sjön är 110,7 meter djup, har en yta på 103 kvadratkilometer och befinner sig 343,9 meter över havet. Sjön avvattnas av vattendraget Ångermanälven.

## Delavrinningsområde
Malgomaj ingår i delavrinningsområde (718611-151831) som SMHI kallar Utloppet av Malgomaj. Medelhöjden är 385 meter över havet och ytan är 381,56 kvadratkilometer. Räknas de 311 avrinningsområdena uppströms in blir den ackumulerade arean 3 558,07 kvadratkilometer. Avrinningsområdets utflöde Ångermanälven mynnar i havet. Avrinningsområdet består mestadels av skog (55 procent). Avrinningsområdet har 105,81 kvadratkilometer vattenytor vilket ger det en sjöprocent på 27,7 procent.

## Galleri

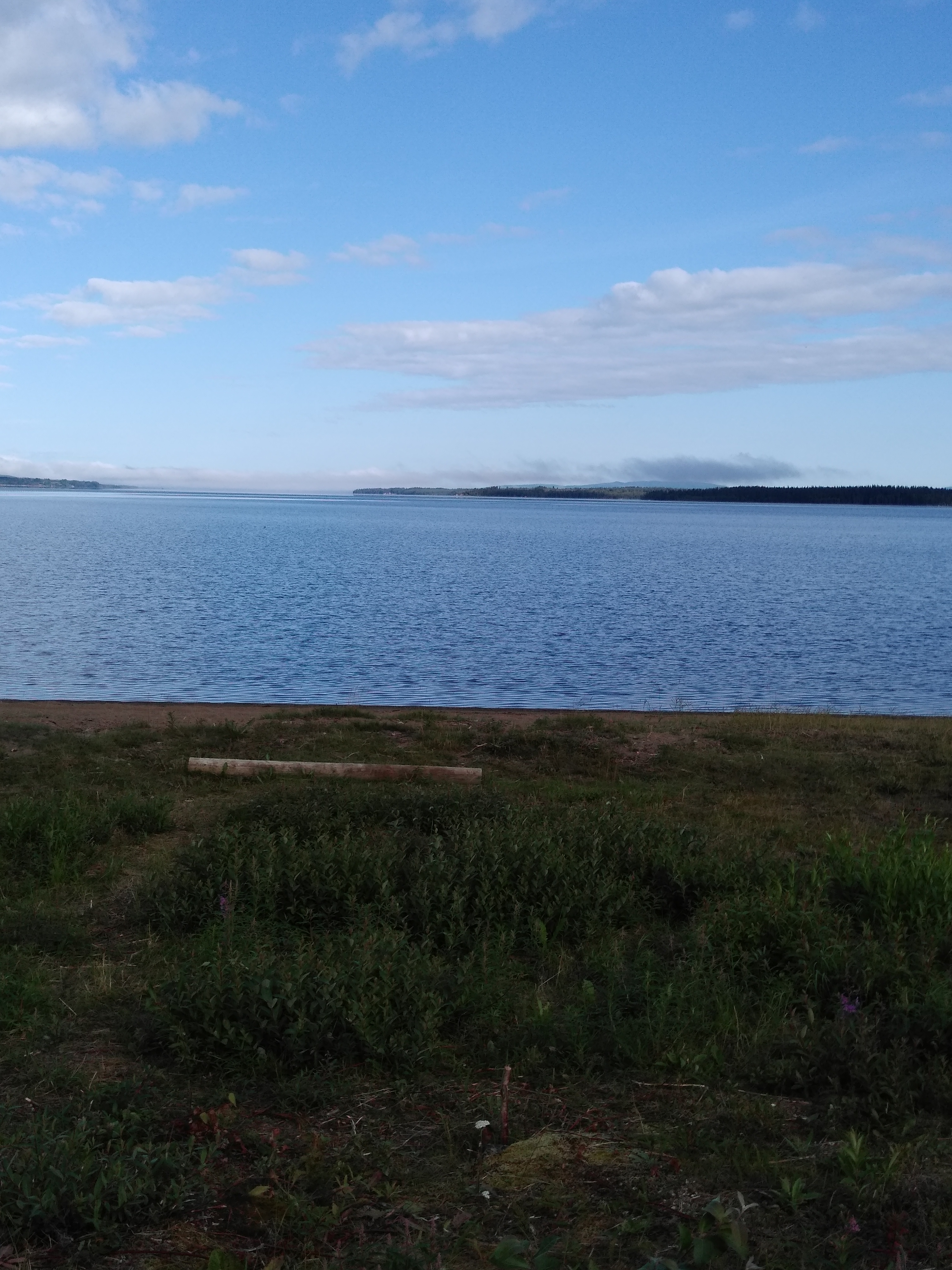
Början av Malgomaj.
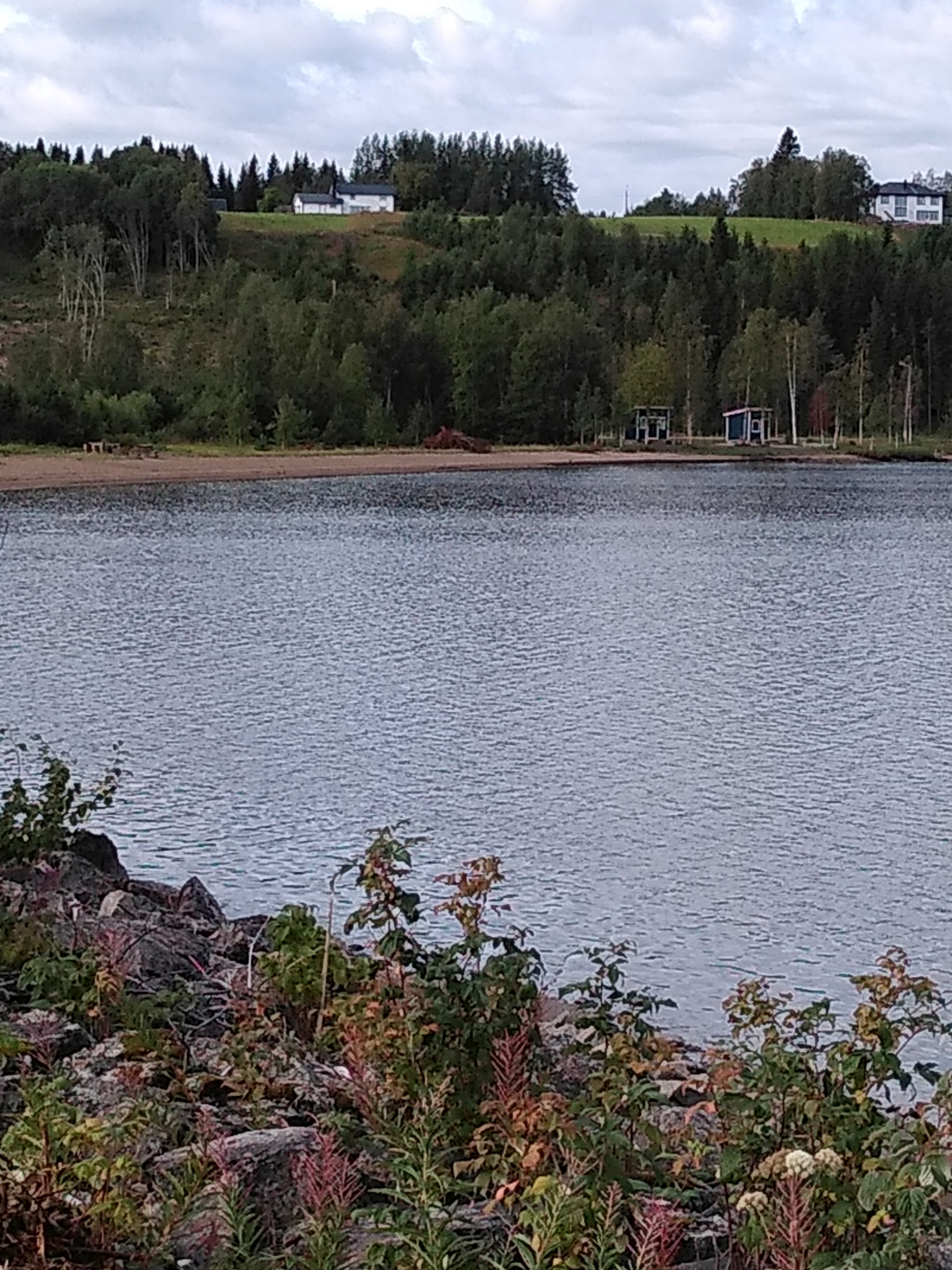
Bebyggelse vid Malgovik.